# Procatopus websteri
Procatopus websteri är en fiskart som beskrevs av Huber 2007. Procatopus websteri ingår i släktet Procatopus och familjen Poeciliidae. Inga underarter finns listade i Catalogue of Life.